# Cornops frenatum
Cornops frenatum är en insektsart som först beskrevs av Karl J. Marschall 1836.  Cornops frenatum ingår i släktet Cornops och familjen gräshoppor.

## Underarter
Arten delas in i följande underarter:
- C. f. frenatum
- C. f. cannae